# العلاقات اليمنية الناميبية
العلاقات اليمنية الناميبية هي العلاقات الثنائية التي تجمع بين اليمن وناميبيا.

## مقارنة بين البلدين
هذه مقارنة عامة ومرجعية للدولتين:
| وجه المقارنة                                              | اليمن         | ناميبيا      |
| --------------------------------------------------------- | ------------- | ------------ |
| المساحة (كم2)                                             | 555.00 ألف    | 825.62 ألف   |
| عدد السكان (نسمة)                                         | 28.25 مليون   | 2.53 مليون   |
| الكثافة السكانية (ن./كم²)                                 | 50.9          | 3.06         |
| العاصمة                                                   | صنعاء، عدن    | ويندهوك      |
| اللغة الرسمية                                             | اللغة العربية | لغة إنجليزية |
| العملة                                                    | ريال يمني     | دولار ناميبي |
| الناتج المحلي الإجمالي (بليون دولار)                      | 18.21 مليار   | 13.24 مليار  |
| الناتج المحلي الإجمالي (تعادل القوة الشرائية) بليون دولار | 75.69 مليار   | 25.60 مليار  |
| الناتج المحلي الإجمالي الاسمي للفرد دولار أمريكي          | 1.41 ألف      | 4.67 ألف     |
| الناتج المحلي الإجمالي للفرد دولار أمريكي                 |               | 9.96 ألف     |
| مؤشر التنمية البشرية                                      | 0.498         | 0.628        |
| رمز المكالمات الدولي                                      | +967          | +264         |
| رمز الإنترنت                                              | .ye           | .na          |
| المنطقة الزمنية                                           | ت ع م+03:00   | ت ع م+02:00  |

## منظمات دولية مشتركة
يشترك البلدان في عضوية مجموعة من المنظمات الدولية، منها:
| علم المنظمة | اسم المنظمة                                                | تاريخ انضمام اليمن | تاريخ انضمام ناميبيا |
| ----------- | ---------------------------------------------------------- | ------------------ | -------------------- |
|             | يونسكو                                                     | 2 أبريل 1962       | 2 نوفمبر 1978        |
|             | مؤسسة التمويل الدولية                                      | 22 مايو 1970       | 25 سبتمبر 1990       |
|             | منظمة حظر الأسلحة الكيميائية                               | ?                  | ?                    |
|             | وكالة ضمان الاستثمار متعدد الأطراف                         | 12 مارس 1996       | 25 سبتمبر 1990       |
|             | الاتحاد البريدي العالمي                                    | ?                  | ?                    |
|             | الاتحاد الدولي للاتصالات                                   | 1931               | 25 يناير 1984        |
|             | منظمة الشرطة الجنائية الدولية                              | ?                  | ?                    |
|             | الأمم المتحدة                                              | 30 سبتمبر 1947     | 23 أبريل 1990        |
|             | البنك الدولي للإنشاء والتعمير                              | 3 أكتوبر 1969      | 25 سبتمبر 1990       |
|             | العملية المشتركة للاتحاد الأفريقي والأمم المتحدة في دارفور | ?                  | ?                    |